# 樓梯舖

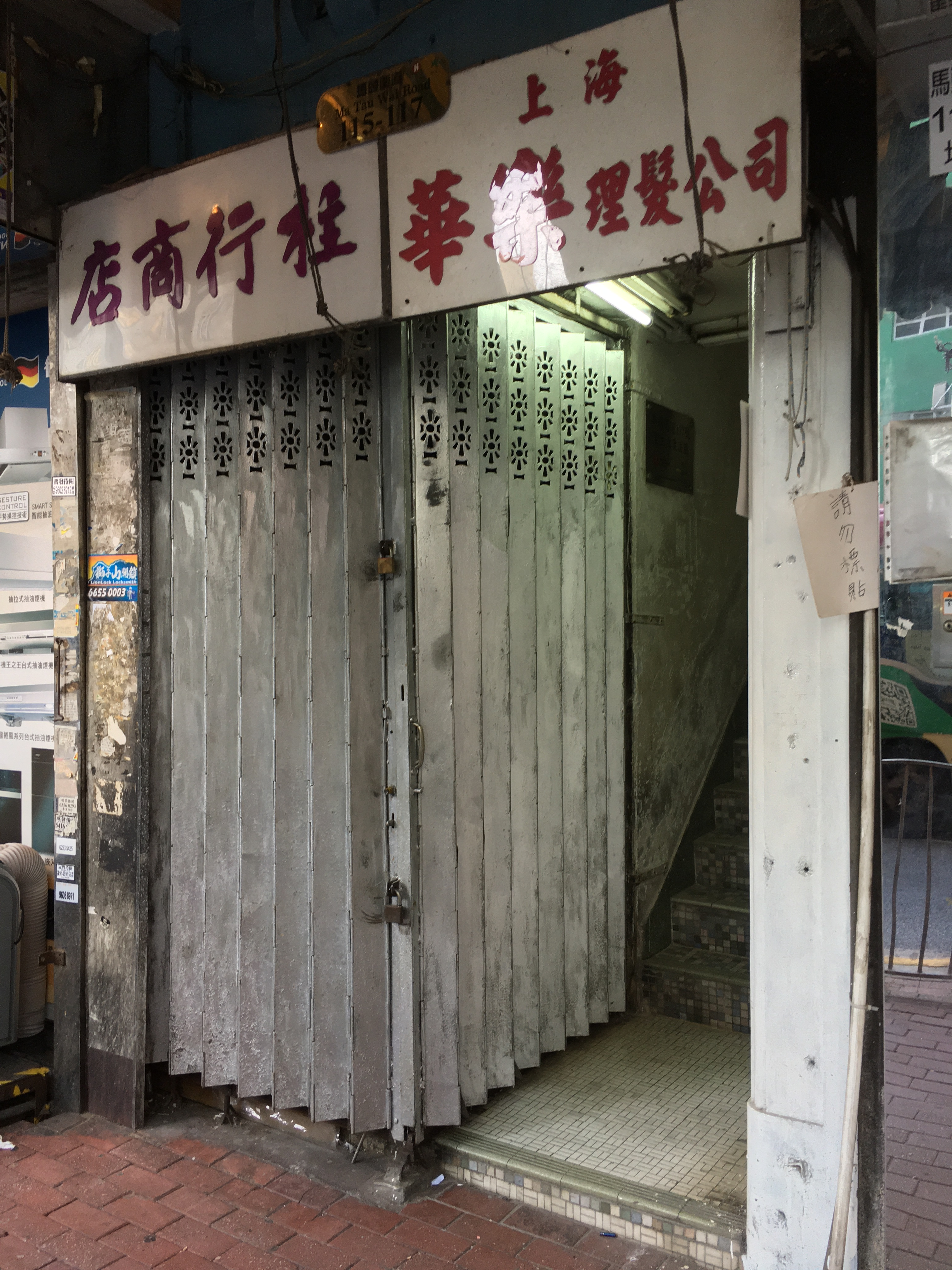
位於土瓜灣馬頭圍道的樓梯舖

樓梯舖，或稱梯底舖，是香港戰後唐樓（第四代唐樓）建築衍生的店舖類型，出現在地下通往一樓的空間。

## 歷史
樓梯舖的出現源於戰後大量的唐樓出現，這批唐樓以混凝土建造，樓梯間增加了位置讓小商戶做生意。

## 常見種類
- 理髮店
- 鐘錶店

## 現況
由於業主租出樓梯底舖時根據當時法例已經違法，所以屋宇署會把其視作僭建為由而要求清拆，加上唐樓重建，樓梯舖的數量正在急速減少。

## 外部連結
- 立場新聞：樓梯舖紀錄（一）安樂不安樂 （页面存档备份，存于）